# Oedipina capitalina
Oedipina capitalina é uma espécie de anfíbio caudados da família Plethodontidae. Está presente nas Honduras. A UICN classificou-a como em perigo crítico.